# Shima Ryū
Shima Ryū, (in giapponese: 島隆) (Kiryū, 1823 – Kiryū, 1900), è stata una fotografa giapponese, pioniera nel suo paese.
Fu la prima donna fotografa nel suo paese a realizzare una fotografia, oggi conservata al Tojo Museum of History a Matsudo (ormai inglobata nella metropoli di Tokyo), quella al marito nel 1864. 
Bisogna inoltre ricordare che in Giappone, tradizionalmente fino al XIX secolo, il cognome veniva anteposto al nome. Secondo questo schema Shima sarebbe il cognome della donna, peraltro acquisito dopo il matrimonio, ma sconosciuto quello proprio originario, mentre Ryū sarebbe il nome. 
La tradizione è andata perdendosi e avvicinandosi al modo occidentale di anteporre il nome al cognome.

## Biografia
Ryū studiò in una scuola d'arte a Edo, la città che poi divenne Tokyo, dove incontrò il compagno di studi Shima Kakoku (1827–1870), che sposò nel 1855.
 
Della città di Edo esiste una bella stampa panoramica di Felice Beato, scattata probabilmente verso il 1865-66, poco prima che vi si spostasse definitivamente la corte imperiale divenendo così la capitale al posto di Kyoto.

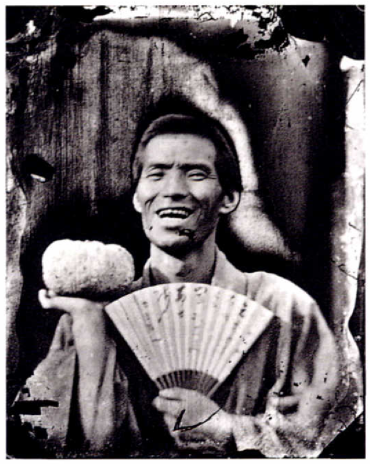
Ritratto di Shima Kakoku, 1864, prima foto scattata da una donna in Giappone

Gli sposi si spostarono nella regione del Kantō, forse lungo il tragitto esposero le loro opere. A quanto è dato sapere il marito era anche pittore e in questo periodo illustrò un certo numero di libri che furono pubblicati con i suoi dipinti. 
Avvicinatisi alla fotografia, Ryū scattò il negativo al marito nel 1864 e la lastra umida con cui fu realizzato il ritratto del marito è conservata al Tojo Museum of History a Matsudo, mentre una stampa all'albumina della medesima foto si trova presso l'Houston Museum of Fine Arts. Viene considerata la prima foto scattata da una donna in Giappone. 
Tra il 1865 e il 1867 gli Shima gestirono uno studio fotografico a Edo. Nel 1867 il marito accettò di diventare insegnante ed in seguito lavorò anche per quella che diverrà la Facoltà di Medicina, inventando i caratteri mobili per la stampa di libri di medicina.
 
Con la morte del marito nel 1870, Ryū tornò a Kiryū dove aprì un proprio atelier fotografico, proseguendo da sola la professione.